# Маріус Кюш
Маріус Кюш (нім. Marius Kusch, 5 травня 1993) — німецький плавець.
Призер Чемпіонату Європи з водних видів спорту 2018 року.
Чемпіон Європи з плавання на короткій воді 2019 року, призер 2017 року.